# Чужі гроші
«Чужі гроші» (англ. Other People's Money)  — комедійний фільм 1991 року.

## Сюжет
Акула Волл-стріта Лоуренс Гарфілд на прізвисько Ларрі-ліквідатор, відомий завдяки тим компаніям, які він розвалив. Він займається виключно власним збагаченням коштом інших. Його чергова мета — корпорація, якою володіє вісімдесятирічний патріарх Йоргенсон. Щоб протистояти підступному Гарфілду, старий наймає не менш підступного юриста.